# Stereonephthya campanulata
Stereonephthya campanulata is een zachte koraalsoort uit de familie Alcyoniidae. De koraalsoort komt uit het geslacht Stereonephthya. Stereonephthya campanulata werd in 1933 voor het eerst wetenschappelijk beschreven door Roxas. 